# Allan Holdsworth

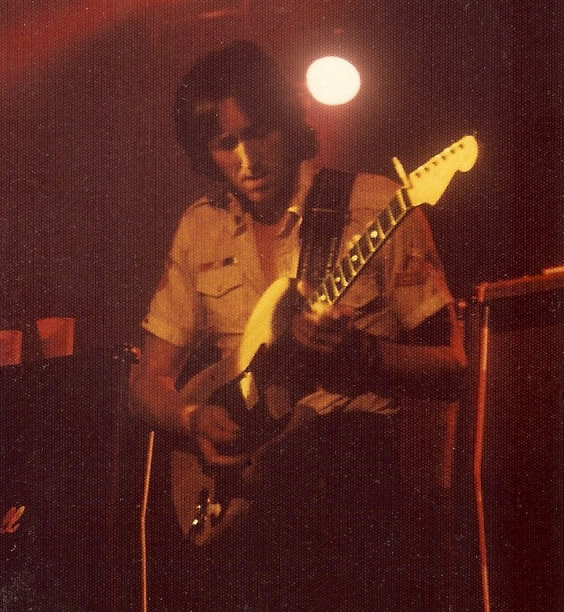
Allan Holdsworth

Allan Holdsworth (Bradford (West Yorkshire), 6 augustus 1946 – Vista (Californië), 15 april 2017) was een Brits gitarist en jazzcomponist. Hij wordt gezien als een van de meest vooraanstaande muzikanten in de jazzfusion.

## Biografie
Holdsworths vader was jazzpianist. Holdsworth wilde altijd saxofoon leren spelen, maar wegens geldgebrek begon hij op zijn zeventiende met gitaarspelen. Hoewel zijn vader muzikant was, was Holdsworth autodidact. Van akkoorden en toonladders wist hij alles af. Noten lezen kon hij echter niet.
Holdsworth was voor het eerst te horen bij Igginbottom in 1969. Tijdens de jaren zeventig voegde hij zich bij Tempest. Vervolgens speelde hij bij de befaamde jazzrockgroepen Gong, Soft Machine, The New Tony Williams Lifetime, Jean-Luc Ponty en bij de supergroep UK (samen met John Wetton, Bill Bruford en Eddie Jobson). Hij is ook te horen op soloalbums van Bruford en was kort bandlid van Level 42.
Vanaf het begin van de jaren tachtig bracht Holdsworth zelf zijn eigen muziek uit. De albums "IOU", "Road Games" en "Metal Fatigue" schudden de gitaarwereld wakker met hun eigenzinnige muzikale benadering en unieke sound.
Met het uitbrengen van het album "Atavachron" introduceerde hij de Synthaxe gitaarsynthesizer. Op het album "Sixteen Men of Tain" keerde Holdsworth terug naar meer gangbare gitaarinstrumenten.
Hij overleed in 2017 op 70-jarige leeftijd.

## Bierkenner
Holdsworth was naast gitarist ook bierkenner. Hij brouwde zijn eigen bier en vond de "Fizzbuster" (een soort bierpomp) uit. Zijn muziekstudio heette The Brewery.

## Discografie

### Albums
| Velvet Darkness     | 1976 | - |
| I.O.U.              | 1982 | - |
| Road Games          | 1983 | - |
| Metal Fatigue       | 1985 | - |
| Atavachron          | 1986 | - |
| Sand                | 1987 | - |
| Secrets             | 1989 | - |
| Wardenclyffe Tower  | 1992 | - |
| Hard Hat Area       | 1994 | - |
| None Too Soon       | 1996 | - |
| Sixteen Men of Tain | 1999 | - |
| Flat Tire           | 2001 | - |
| All Night Wrong     | 2002 | - |
| Then!               | 2003 | - |
| Against The Clock   | 2005 | - |